# Acrolocha minuta
Acrolocha minuta är en skalbaggsart som först beskrevs av Olivier 1795.  Acrolocha minuta ingår i släktet Acrolocha, och familjen kortvingar. Arten är reproducerande i Sverige.